# Lathrotriccus
A Lathrotriccus a madarak (Aves) osztályának verébalakúak (Passeriformes) rendjébe és a királygébicsfélék (Tyrannidae) családjába tartozó nem.

## Rendszerezés
A nembe az alábbi 2 faj tartozik:
- Lathrotriccus euleri
- szürkebegyű tirannuszlégykapó (Lathrotriccus griseipectus) más néven (Empidonax griseipectus)